# Charles Grandison Finney
Charles Grandison Finney (Warren, Connecticut, 1792. augusztus 29. – Oberlin, Ohio, 1875. augusztus 16.) amerikai kongregacionalista/presbiteriánus lelkész, valamint vezető szerepet töltött be a második nagy ébredés mozgalomban az Egyesült Államokban, ezért a modern újjászületés atyjának nevezték. Ezek mellett pedig sok keresztény témájú könyv szerzője is.
Több evangéliumi vezetővel együtt olyan társadalmi reformokat támogatott, mint a rabszolgaság eltörlése vagy az egyenlő oktatás biztosítása a nők és az afroamerikaiak számára. 1835-től az ohioi Oberlin College-on tanított, ahol, az országban egyedülálló módon, nemtől és származástól függetlenül bárki tanulhatott. 1851-1866 között másodikként töltötte be az egyetem elnöki pozícióját. Ez idő alatt az egyetem diákjai olyan nemes ügyek elkötelezett aktivistái voltak, mint a rabszolgaság eltörlése, az "Underground Railroad" (rabszolgák föld alatti szöktetése egyik államból a másikba), és az egyetemes oktatás.

## Élete korai szakasza
Finney 1792-ben született Warrenben, Connecticut államban, egy kilenc gyermekes farmer család legfiatalabb tagjaként. Az amerikai függetlenségi háború után a család Jefferson megye határára költözött. Finney ugyan sosem járt egyetemre, de vezetői tálentuma, zenei érzéke, magas termete és szúrós tekintete köztiszteletet szerzett számára a közösségükben. Finney és családja Hendersonba jártak egy baptista gyülekezetbe, ahol a pásztor mindig érzelemdús és ébredésre buzdító prédikációkat tartott. Sokat tanult, hogy ügyvéd lehessen, de miután megtapasztalta az élete drámai átalakulását megtérését követően, és betöltekezett a Szent Szellemmel, feladta a jogi ambícióit, és az evangéliumot kezdte hirdetni. 
1821-ben, 29 évesen George Washington Gale kezei alatt tanulni kezdett, hogy a presbiteriánus egyház felszentelt lelkészévé válhasson. 1832-ben New Yorkba költözött, ahol a Chatham utcai kápolna lelkésze lett. Itt nagy buzgalommal hirdette nagyvárosi közönségének az igét. Később gyülekezetet alapított a Broadwayn, aminek a neve, Broadway United Church of Christ. 

## Ébredési mozgalom szervezője
Az ébredési mozgalom híveként 1825 és 1835 között volt a legaktívabb, főleg Jefferson megyében, és néhány évig Manhattanben is. Újszerű prédikációiról, valamint az egyház vezetőségi megbeszéléseinek ügyes levezényléséről volt ismert. Ezeken a megbeszéléseken nők is jelen lehettek, és azt is megengedte, hogy hangosan imádkozzanak. Kialakította az úgynevezett "igyekvők helyét", ahova azok ülhettek, akik nagy hajlandóságot mutattak a kereszténnyé váláson, hogy ott imádkozhassanak értük. Ezeken kívül pedig a rögtönzött és szenvedélyes prédikációiról is híres volt.

## Rabszolgaság ellenesség,Oberlin Collegeelnökség
Amellett, hogy híres/népszerű evangélista volt, Finney a társadalmi kérdéseket illetően is jócskán szerepet vállalt, különösen a rabszolgaság ellenes mozgalomban. A mozgalmat az északi és közép-nyugati baptista és metodista gyülekezetek támogatták, akiknél Finney gyakran felszólalt a rabszolgaság ellen a pulpitustól.
1835-ben Ohioba költözött, ahol az Oberlin College professzora lett. Több mint egy évtized után, 1851–1866 között másodikként tölthette be az egyetem elnöki pozícióját. Az Oberlin volt az első egyetem, ami engedélyezte a lányok és a feketék számára is a tanulást. Már a kezdetektől fogva, az egyetem diákjai aktív támogatói voltak az abolicionista mozgalomnak. Együttműködtek a város lakosaival, hogy a menekült rabszolgákat a "Földalatti Vasút" mozgalom segítségével megszöktessék, így szembeszálltak a rabszolgaszökevényekkel kapcsolatos törvényekkel is. Rengeteg rabszolga tudott Kentuckyból Ohioba menekülni az Ohio folyón keresztül.

## Magánélete
Finney kétszer is megözvegyült, és háromszor kötött házasságot. 1824-ben Jefferson megyében feleségül vette Lydia Root Andrewst (1804–1847), akivel hat gyermekük született. 1848-ban, egy évvel Lydia halála után, Elizabeth Ford Atkinsonnal (1799–1863) kötötte össze az életét, Ohioban. 1865-ben ugyancsak Ohioban, feleségül vette Rebecca Allen Raylt (1824–1907). Valamennyi felesége részt vett vele körútjain, és támogatták az evangélium ügyéért végzett munkájában.

## Teológiája
Fiatal korában Finney harmadik fokozatú Szabadkőműves volt, de megtérése után otthagyta a csoportot, mivel az ellentétes volt a kereszténységgel. Később aktívan részt vett a Szabadkőművesség ellenes mozgalmakban.
Habár kálvinista háttérrel rendelkezett, a kálvinizmus "idős teológiáját" elutasította, mert nem tartotta biblikusnak, hanem az evangéliummal és a keresztény küldetéssel is ellentétesnek mondta.

## Művei
Finney több keresztény témájú könyv szerzője. Írt többek között a hitről, az imádkozásról, és a Szent Szellemről.

## Magyarul
- A győzedelmes imádság; Minerva Ny., Cluj, 1929
- Az ébredéshez vezető út; ford. Bayer György; Missionwerk Freundes-Dienst, Biberstein, 1992
- Győzedelmes imádkozás. Prédikációk az imádságról; ford. Vass András; Bridge Mission Society, Bp., 1996